# Rationalis
Un rationalis est un fonctionnaire fiscal de haut rang sous l'Empire romain.

## Histoire
Jusqu'à son remplacement par le comes sacrarum largitionum sous l'empereur Constantin Ier au début du IVe siècle, le rationalis summarum (comparable à un ministre des Finances) est un des deux fonctionnaires ayant autorité sur l’Ærarium (trésor public), l'autre étant le rationalis rei privatae (responsable des domaines et propriétés impériales),. Les fonctions d'un rationalis sont par exemple la collecte des taxes, le contrôle de la monnaie, l'administration des mines et des ateliers monétaires.
Chaque province disposait par ailleurs de différentes classes de rationales. Les réformes administratives de Dioclétien reproduisent en outre la structure duale au niveau des diocèses, avec un rationalis summarum et un magister rei privatae au-dessus des procuratores. Le premier survit aux réformes constantiniennes, avec par exemple le comes et rationalis summarum Aegypti,.
Au VIe siècle, on trouve de plus en plus mention de l'équivalent grec, le logothetes, qui en vient à qualifier les fonctionnaires fiscaux de haut rang de la période mésobyzantine (VIIe – XIIe siècle).